# Forninhos
Forninhos ist eine Gemeinde (Freguesia) im zentralportugiesischen Kreis Aguiar da Beira. In ihr leben 208 Einwohner (Stand 19. April 2021).

## Bauwerke
- Santuário de Nossa Senhora dos Verdes
- Castro da Gralheira (S.Pedro)
- Antigo Povoado de São Pedro
- Igreja Matriz de Forninhos
- Capela de Santo António - Valagotes
- Miradouro Cabeço de Gato